# Andrei Pleșu
Andrei Gabriel Pleșu (pronunciació en romanès: [anˈdrej ɡabriˈel ˈpleʃu]; nascut el 23 d'agost de 1948) és un filòsof, assagista, periodista, crític literari i d'art romanès. S'ha implicat de manera intermitent en la política, havent estat nomenat ministre de Cultura (1989–91), ministre d'Afers Exteriors (1997–99) i conseller presidencial d'afers exteriors (2004–05).

## Biografia
Nascut a Bucarest, fill de Radu Pleșu, cirurgià i de Zoe Pleșu (nascuda Rădulescu), va passar gran part de la seva primera joventut a pagès. Va començar l'escola a Sinaia, però va assistir a l'escola del poble de Pârscov, a la vall de Nehoiu del 1955 al 1957, i sovint tornava a la muntanya durant les vacances escolars. Pleșu va assistir al Liceu Spiru Haret de Bucarest , on es va llicenciar en humanitats, on es va graduar al màxim de la seva promoció.
Pleșu va estudiar història de l'art a la Universitat de Bucarest i es va graduar amb la seva llicenciatura el 1971. Aquell any va acceptar una plaça com a investigador a l'Institut d'Història de l'Art de l'Acadèmia Romanesa. L'any 1972 es va casar amb Catrinel Maria Petrulian. Mentre era estudiant, s'havia convertit en membre del Partit Comunista, del qual va ser expulsat el maig de 1982 a causa de la seva implicació en l'anomenat "Afer de Meditació Transcendental". De 1975 a 1977 va rebre la primera de les seves beques de postgrau de l'Fundació Alexander von Humboldt , per estudiar a Bonn i Heidelberg. De 1978 a 1982, juntament amb Gabriel Liiceanu, va assistir a les conferències informals i semiclandestines de Constantin Noica a Păltiniș. El 1980 es va convertir en professor del departament d'Art de la Universitat de Bucarest. No obstant això, l'any 1982 se li va prohibir continuar la docència universitària per "motius polítics" i va agafar una feina com a consultor del Sindicat d'Artistes. Va rebre la seva segona beca de la Fundació Alexander von Humboldt per al període 1983–84, i al seu retorn va tornar a treballar a l'Institut d'Història de l'Art.
L'abril de 1989, Pleșu va perdre la seva feina a l'Institut d'Història de l'Art a causa del seu suport obert a Mircea Dinescu, el qual s'oposava al règim comunista. Això va donar lloc al seu "exili" a Tescani, un poble en Bereşti-Tazlau comuna, Bacău, i se li va prohibir publicar. Després de la revolució romanesa de 1989 va ser un dels fundadors del "New Europe College", un institut d'estudis avançats, i de la revista cultural Dilema (ara Dilema Veche). Va treballar com a professor a l'Acadèmia de Belles Arts de Bucarest i ara és professor a la Universitat de Bucarest, on ensenya història de l'art i filosofia de la religió. Continua tenint èxit com a escriptor, i tots els seus llibres han estat ben rebuts per la crítica i els lectors.
També es va implicar en la política, exercint com a ministre de Cultura de Romania de 1989 a 1991 i ministre d'Afers Exteriors de 1997 a 1999. Entre 2000 i 2004, Pleșu va ser membre del Col·legi Nacional per a l'Estudi dels Arxius de la Securitat; va dimitir d'aquest darrer càrrec en protesta contra les pressions polítiques al comitè. Després que les eleccions de 2004 portés Traian Băsescu a l'oficina de president de Romania, va esdevenir conseller presidencial d'afers exteriors, càrrec que va ocupar fins al juny de 2005, quan va dimitir invocant problemes de salut.
El 2009 es van publicar dos volums en honor a Pleșu, tots dos editats per Mihail Neamțu i Bogdan Tătaru-Cazaban. El primer va ser O filozofie a intervalului: In Honorem Andrei Pleșu (A Philosophy of the Interval: In Honor of Andrei Plesu) completament en romanès, i el segon va ser un Festschrift internacional en honor al seixanta aniversari de Pleșu, amb assaigs que exploren els temes de la seva vida en el context actual.

## Filosofia
Les primeres obres de Pleșu giraven al voltant de la història i la teoria de l'art, però, amb el temps, els seus assaigs, publicats a revistes culturals i en altres llocs, es van orientar cap a l'antropologia i la filosofia culturals.

## Obres

### Volums impresos
- Călătorie în lumea formelor ("Viatge al món de les formes"), Meridiane, 1974
- Pitoresc i melancolie ("El pintoresc i la melancolia"), Univers, 1980
- Francesco Guardi, Meridiane, 1981
- Ochiul și lucrurile ("L'ull i les coses"), Meridiane, 1986
- Minima moralia ("El mínim moral"), Cartea românească, 1988
- Dialoguri de seară ("Diàlegs nocturns"), Harisma, 1991
- Jurnalul de la Tescani, Humanitas, 1993
- Limba păsărilor ("El llenguatge dels ocells"), Humanitas, 1994
- Chipuri și măști ale tranziției ("Rostres i màscares de la transició"), Humanitas, 1996
- Transformació, inèrcia, desaparició. 22 de luni després del 22 de desembre de 1989 ("Transformacions, inèrcies, trastorns". 22 mesos després del 22 de desembre de 1989"), coautors Petre Roman i Elena Ștefoi), Polirom, 2002
- Despre îngeri ("Sobre els àngels"), Humanitas, 2003
- Obscenitatea publică ("Obscenitat pública"), Humanitas, 2004
- Comedii la porțile Orientului ("Comèdies a les portes d'Orient"), Humanitas, 2005
- Despre bucurie în Est și în Vest și alte eseuri ("Sobre l'alegria a Orient i Occident i altres assaigs"), Humanitas, 2006
- Despre frumusețea uitată a vieții ("Sobre la bellesa oblidada de la vida"), Humanitas, 2011
- Parabolele lui Iisus. Adevarul ca historia ("Paràboles de Jesús. La veritat com a història"), Humanitas, 2012

### Àudiollibres
- Despre îngeri ("Sobre els àngels") Humanitas, 2003, 2005
- Comédii la portile Orientului ("Comèdies a les portes d'Orient"), Humanitas, 2005
- Un alt fel de Caragiale ("A different Caragiale"), Humanitas, 2006
- Despre bucurie în Est și în Vest și alte eseuri ("Sobre l'alegria a Orient i Occident i altres assajos"), Humanitas, 2006

## Premis
- Gran Oficial de l'Ordre del Mèrit Diplomàtic
- Gran Creu del Servei de l'Orde dels Fidels